# 대항면

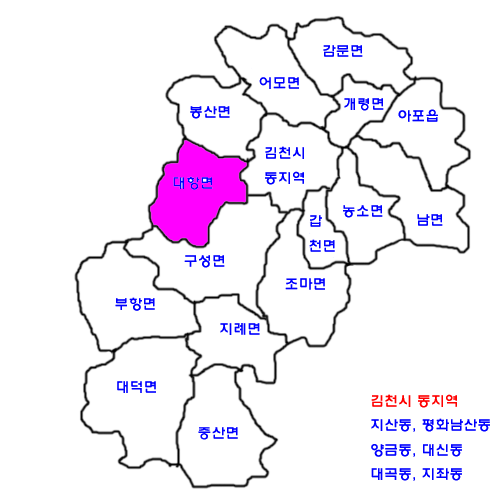
대항면의 위치

대항면(代項面)은 경상북도 김천시 서부에 위치한 면이다.

## 개요
대한민국 내륙 중앙에 위치한 대항면은 문화와 전통이 살아 숨쉬는 유서 깊은 곳으로 자연환경이 수려하고 인심이 순후한 고장이다. 또한 황악산 직지사와 세계도자기박물관, 성보박물관, 3만평의 직지문화공원 등이 소재하고 있는 아름다운 관광지로서 연간 수백만 명이 찾는 명승지가 위치하며, 포도산업의 획기적인 발전을 가져 올 포도산업특구로 지정된 포도집산지로서 표고버섯, 호두, 약초 등 무공해 농작물을 재배하고 있다. 찹쌀로 빚어 임금에게 진상한 향토 술인 과하주와 황악산 산채백반은 향과 맛이 뛰어나 관광객에 인기가 있으며, 풍성한 인심을 느낄 수 있다.

## 연혁
- 조선시대 : 김산군 대항방
- 1914년 : 영동군 황간면 일부 합병하여 김천군 대항면
- 1949년 8월 15일 : 금릉군 대항면 (김천읍이 시로 승격)
- 1995년 1월 1일 : 김천시 금릉군 통합 (김천시 대항면)

## 행정 구역
| 법정리 | 행정리                             | 비고                   |
| ------ | ---------------------------------- | ---------------------- |
| 대룡리 | 대룡1리, 대룡2리                   |                        |
| 대성리 | 대성1리, 대성2리                   |                        |
| 덕전리 | 덕전1리, 덕전2리, 덕전3리, 덕전4리 |                        |
| 복전리 | 복전1리, 복전2리                   |                        |
| 운수리 | 운수1리, 운수2리, 운수3리          |                        |
| 주례리 | 주례1리, 주례2리                   |                        |
| 향천리 | 향천1리, 향천2리, 향천3리, 향천4리 | 면 행정복지센터 소재지 |